# 深圳昆仑鸿星
深圳昆仑鸿星冰球俱乐部（The Shenzhen Kunlun Red Star）是一家位于中华人民共和国广东省深圳市的冰球俱乐部。俱乐部成立后一直征战欧美职业冰球联赛，参加加拿大女子冰球联赛（CWHL）两个赛季，一次闯入总决赛，19年赛季起加入俄罗斯女子冰球联赛（WHL），三次闯入总决赛，两次捧得冠军奖杯。

## 历史
2017年5月，俱乐部作为北京昆仑鸿星冰球俱乐部的女队在深圳初建。
2017年11月，中国冰球协会与深圳昆仑鸿星冰球俱乐部合作，以中国国家女子冰球队为基础，搭配高水平华裔球员和外援组成两支球队：昆仑鸿星队(Kunlun Red Star WIH)
和万科阳光队(Vanke Rays)。两支球队将以“国家俱乐部”的形式参加加拿大女子冰球联赛（CWHL）。国家体育总局将国家俱乐部主场设在深圳大运中心。
2017/2018赛季，昆仑鸿星队在CWHL一路过关斩将杀进总决赛，她们将面对万锦雷霆队(Markham Thunder)，遗憾的是，球队在最后时刻遭遇黑色三分钟，在加时赛中惨遭遇绝杀。
2018年7月17日凌晨，CWHL官网突然宣布，下赛季参赛球队将下降到六支。其中万科阳光将不再参赛，中国参赛球队仅剩昆仑鸿星。当天，深圳昆仑鸿星冰球俱乐部宣布，上赛季参加加拿大女子冰球联赛的两支队伍——“深圳万科阳光队”和“深圳昆仑鸿星队”将在新赛季重新整合队员及教练组，部分队员将组成“深圳昆仑鸿星万科阳光女子冰球队”(KRS Vanke Rays)。
2018/2019赛季，重组后的深圳昆仑鸿星万科阳光队未能进入季后赛。
2018/2019赛季结束后CWHL因为财务问题，宣布停摆，球队面临无球可打的局面。
2019年，中俄关系升温，冰球项目被写进两国之间签署的外交协议文本。深圳昆仑鸿星顺势成为了俄罗斯女子冰球联赛（WHL）的首家外国俱乐部。
2019/2020赛季，昆仑鸿星万科阳光在决赛3:0横扫卫冕冠军乌法(Agidel Ufa)，夺得联赛冠军，为中国冰球捧回了第一座职业联赛冠军奖杯。
2020年，为了应对COVID-19 大流行期间俄罗斯加强的入境限制，球队暂时搬迁到莫斯科州的小镇斯图皮诺。在此期间，球队的临时主场是V. M. Bobrova冰上体育馆。
2020年12月31日，位于龙岗区的深圳昆仑鸿星冰球馆竣工，此场馆将作为俱乐部的主训练场馆。
2020/2021赛季，昆仑鸿星万科阳光以1:2的比分负于乌法，因此无缘卫冕联赛冠军。
2021年，经国家体育总局批准，女子冰球国家队继续以深圳昆仑鸿星冰球俱乐部的名义参加2021-2022赛季俄罗斯女子冰球联赛（WHL）。
2022年，为了加强与昆仑鸿星男队之间的联系，球队改名为深圳昆仑鸿星队。
2021/2022赛季，深圳昆仑鸿星3:0横扫下诺夫哥罗德(SKIF Nizhny Novgorod)，再次夺得联赛冠军。
2022/2023赛季，深圳昆仑鸿星在四分之一决赛以1:2的比分负于内瓦迪纳摩(Dinamo-Neva)无缘半决赛。